# Fuerstia rigida
Fuerstia rigida là một loài thực vật có hoa trong họ Hoa môi. Loài này được (Benth.) A.J.Paton mô tả khoa học đầu tiên năm 1995.